# Sing a Song for You: Tribute to Tim Buckley
Sing a Song for You: Tribute to Tim Buckley är ett hyllningsalbum med diverse artister till den amerikanske sångaren och låtskrivaren Tim Buckley. Albumet har namn efter en av Tim Buckleys mest kända låtar, "Sing a Song for You". Tim Buckley avled 1975. Hyllningsalbumet lanserades som dubbel-CD av skivbolaget Manifesto Records november 2000.

## Låtlista

### Disc 1
1. Moose: "Sing a Song for You" (Tim Buckley) – 3:30
2. Simon Raymonde, Anneli Drecker: "Morning Glory" (Buckley, Larry Beckett) – 4:19
3. Brendan Perry: "Dream Letter" (Buckley) – 4:20
4. Mojave 3: "Love from Room 109 at the Islander" (Buckley) – 4:30
5. The Friendly Science Orchestra: "Because of You" (Buckley, Beckett) – 5:36
6. Mark Lanegan: "Cafe" (Buckley) – 5:38
7. Shelleyan Orphan: "Buzzin' Fly" (Buckley) – 5:39
8. Mike Johnson: "I Woke Up" (Buckley, Beckett) – 3:06
9. Cousteau: "Blue Melody" (Buckley) – 5:20

### Disc 2
1. Heather Duby: "I Must've Been Blind" (Buckley) – 5:34
2. Dot Allison: "Sweet Surrender" (Buckley) – 6:01
3. Geneva: "Pleasant Street" (Buckley) – 9:15
4. Lilys: "Strange Feelin'" (Buckley) – 3:27
5. The Mad Scene: "Happy Time" (Buckley) – 3:54
6. Neil Halstead: "Phantasmagoria in Two" (Buckley) – 4:37
7. Tram: "Once I Was" (Buckley) – 3:56
8. The Czars: "Song to the Siren" (Buckley, Beckett) – 7:50

## Medverkande

### CD 1
Spår 1 ("Sing a Song for You" – Moose)
- Michael Conroy – basgitarr, gitarr, stråkinstrument, keyboard, vibrafon, sång
- Russell Yates – basgitarr, gitarr, keyboard, sång, vibrafon, stråkare

Spår 2 ("Morning Glory" – Simon Raymonde)
- Anneli Drecker – sång
- Simon Raymonde – sång, piano, gitarr, bakgrundssång, mix, producent,
- Mitsuo Tate – ljudtekniker

Spår 3 ("Dream Letter" – Brendan Perry)
- Brendan Perry – keyboard, sång, producent

Spår 4 ("Love from Room 109 at the Islander" – Mojave 3)
- Rachel Gosswell – basgitarr
- Ian McCutcheon – trummor
- Simon Rowe – elgitarr
- Neil Halstead – sång, gitarr
- Alan Forrester – mellotron
- Gareth Parton – producent

Spår 5 ("Because of You" – The Friendly Science Orchestra)
- Simon "Metalman" Sanders – ljudtekniker
- David Rothon – pedal steel guitar
- The Friendly Scientist – sång, akustisk gitarr, trummor
- Ian Masters – programmering

Spår 6 ("Cafe" – Mark Lanegan)
- Mark Lanegan – sång
- Adam McCollom – basgitarr
- Zeke Keeble – trummor
- Phil Ek – producent
- Brent Arnold – vibrafon, orgel, piano, arrangemang
- Eyvand Kang – violin
- Jen Charowhas – violin

Spår 7 ("Buzzin' Fly – Shelleyan Orphan)
- Tristan Powell – producent
- Jules Singleton – violin
- Caroline Crawley – sång
- Jem (Jemaur Tayle) – arrangemang, producent, gitarr, basgitarr, tambura
- Boris Williams – trummor

Spår 8 ("I Woke Up" – Mike Johnson)
- Mike Johnson – sång, gitarr
- Phil Ek – producent
- Ambrose Nortness – trumpet
- Brent Arnold – vibrafon, orgel, piano, arrangemand
- Eyvand Kang – violin
- Jen Charowhas – violin
- Adam McCollom – basgitarr
- Zeke Keeble – trummor

Spår 9 ("Blue Melody – Costeau)
- Joe Peet – basgitarr
- Craig Vear – trummor, percussion
- Robin Brown – gitarr
- Davey Ray Moor – piano
- Costeau – producent
- Dan "The Professor" Samson – producent
- Liam McKahey – sång

### CD 2
Spår 1 ("I Must've Been Blind" – Heather Duby)
- Heather Duby – sång, producent
- Michael Shilling – trummor
- Bo Gillian – basgitarr
- Cody Burns – gitarr
- Joe Irving – keyboard
- Kevin Suggs – producent

Spår 2 ("Sweet Surrender" – Heather Duby)
- Dot Allison – sång, keyboard, producent, ljudtekniker
- Mick Tedder – gitarr, basgitarr
- Malcolm Scott – trummor
- Tim Holmes – mix
- Gemma Hunter – viola
- Garreth Griffiths – violin

Spår 3 ("Pleasant Street" – Geneva)
- Keith Graham – basgitarr
- Douglas Caskie – trummor
- Steve Dora – gitarr
- Stuart Evans – gitarr
- Robin Evans – producent, mix
- Geneva – producent, mix
- Andrew Montgomery – sång

Spår 4 ("Strange Feeiln'" – Lilys)
- Kurt Heasley – sång, barytongitarr, producent
- Mark Candini – basgitarr
- Chris Powell – trummor
- Don Devore – gitarr
- Paul Hammond – gitarr, orgel
- Paul Sinclair – orgel

Spår 5 ("Happy Time" – The Mad Scene)
- Miggie Littleton – sång, basgitarr
- Danny Tunick – sång, vibrafon, trummor
- Lisa Siegel – gitarr, sång, orgel
- Hamish Kilgour – sång, gitarr
- Martin Bisi – producent, ljudtekniker
- Mark Howell – trumpet

Spår 6 ("Phantasmagoria in Two" – Neil Halstead)
- Neil Halstead – sång, akustisk gitarr, mellotron, producent
- Ian McCutcheon – elgitarr, percussion
- Nick Holton – orgel
- Gareth Parton – producent

Spår 7 ("Once I Was" – Tram)
- Ida Akesson – sång, piano, orgel, akustisk gitarr, elgitarr, munspel, keyboard
- Ian Painter – basgitarr
- Nick Avery – trummor, percussion
- John Parish – slidegitarr, producent
- Paul Anderson – arrangemang

Spår 8 ("Song to the Siren" – The Czars)
- John Grant – sång, piano
- Andy Monley – gitarr
- Roger Green – gitarr
- Chris Pearson – basgitarr
- Jeff Linsenmaier – trummor
- The Czars – producent
- Simon Raymonde – producent, mix
- Mario Casilio – producent, ljudtekniker